# Pierre-Jean-Georges Callières de l'Etang
Pierre-Jean-Georges Callières de l'Etang (ou de l'Estang, ou Pierre-Joseph-Georges), chevalier, est né le 28 février 1724 à Brain-sur-Allonnes (canton de Saumur). Il est le fils de Pierre Callières, seigneur de l'Étang. Avocat au parlement de Paris, il s’engage avec ferveur dans le mouvement révolutionnaire et devient un membre actif du Club des Cordeliers. Il y joue un rôle de premier plan et s’impose comme une figure influente de la section des Cordeliers, dont il domine la vie politique. Électeur de la section de Marseille en 1793, il manifeste son enthousiasme dès les premiers évènements, notamment après la prise de la Bastille. En novembre 1789, il propose la formation d’un bataillon de vétérans, composé de 540 hommes âgés d’au moins soixante ans, lui-même s'y engageant comme commandant à l’âge de soixante-six ans. Il y sert successivement comme grenadier, puis caporal de la Garde nationale.
Le 10 juillet 1792, à la tête de son bataillon, il demande la destitution de Lafayette, qu'il considère comme traitre à la Révolution. Son engagement se poursuit avec son rôle de juré au Tribunal révolutionnaire en 1792. L'année suivante, il est envoyé en Vendée, mais il tombe rapidement entre les mains des royalistes. Rentré à Paris, il pleure la mort de son ami Marat, dont il partageait les convictions montagnardes.
Après la chute de Robespierre et le 9 Thermidor, Callières de l'Etang est poursuivi comme ancien partisan de la Terreur. Certaines sources suggèrent qu’il fut inquiété sous le Directoire. Il meurt à Paris le 15 avril 1799 à la suite d'une chute dans son escalier, alors qu’il était suppléant au tribunal du 5e arrondissement de Paris.
Outre son action politique et militaire, Callières de l'Etang a laissé plusieurs écrits, parmi lesquels :
- Épître sur l’équité, Genève, 1778
- Chanson sur la prise des Invalides et de la Bastille, Paris, Nyon le Jeune, 1789
- Bataillon de 540 vieillards. Motion faite à l'assemblée générale du district des Cordeliers, Paris, Imprimerie de Momoro, 1790.

## Sources
- Intermédiaire des chercheurs et des curieux, 1902, 38e année, Paris, p. 120-121.
- Jean François Eugène Robinet, Dictionnaire historique et biographique de la Révolution et de l'Empire, 1789-1815, vol. 1, p. 314
- François Xavier de Feller, Biographie universelle : ou, Dictionnaire historique, vol. 3, 1848, p. 91
- Sigismond Lacroix, Actes de la Commune de Paris pendant la Révolution, t. IV, Paris, 1896, p. 532-544
- Pierre-Dominique Cheynet, Les procès-verbaux du Directoire exécutif, an V-an VIII : inventaire des registres, t. I, 2000, p.140